# 농부 이시도르

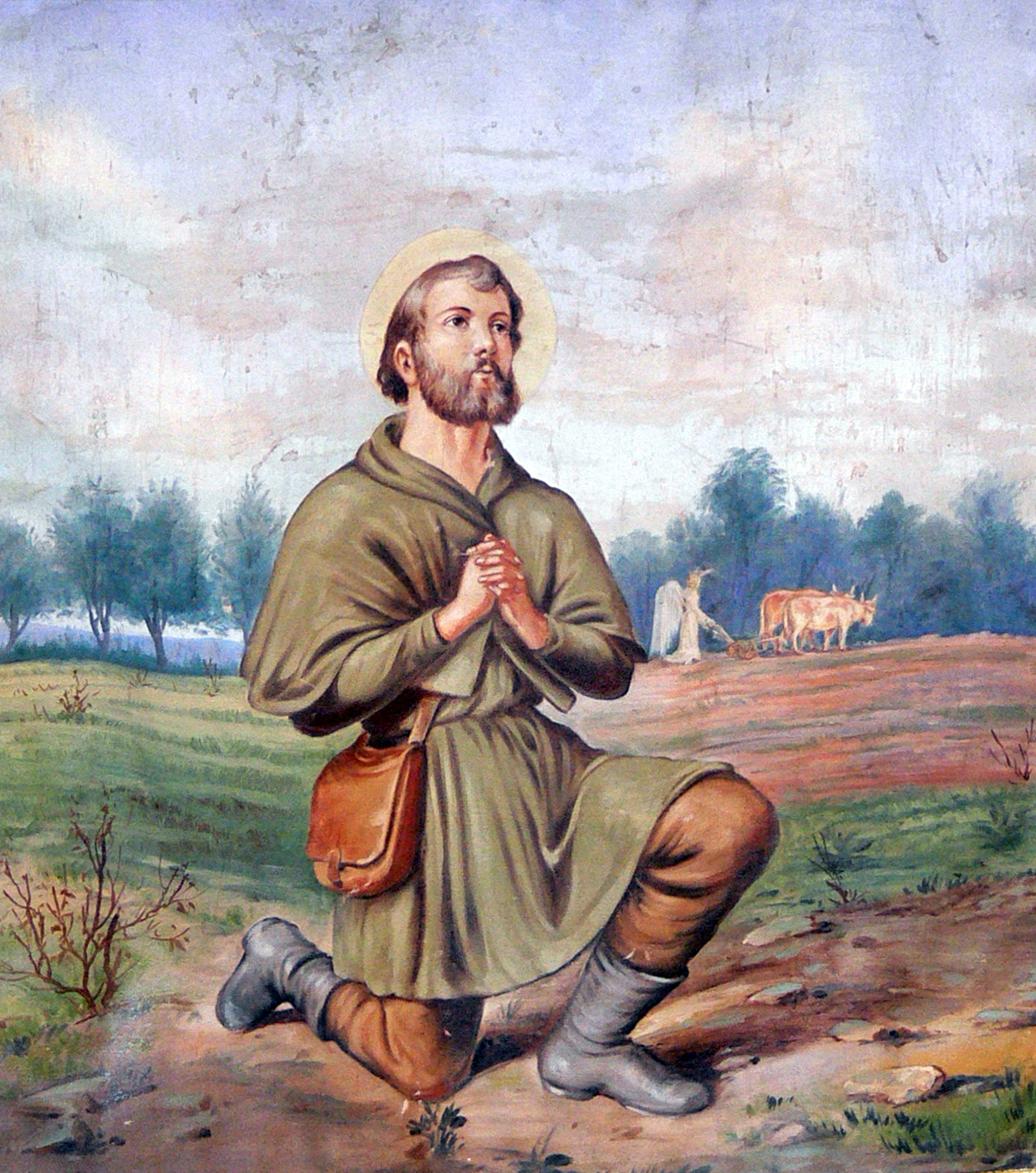

농부 이시도르(Isidore the Farmer; 스페인어: San Isidro Labrador)라고도 알려진 노동자 이시도르(Isidore the Laborer)(1070년경 ~ 1130년 5월 15일)는 가난한 사람들과 동물에 대한 독실함으로 유명한 스페인의 농장 노동자였다.
농부 이시도르는 농부의 수호성인으로, 세비야의 이시도르에서 세례명을 따왔다. 근면하게 일해 기독교 성인이 되었다. 성이시돌목장은 그의 이름을 따왔다.

## 같이 보기
- 세비야의 이시도르
- 가짜 이시도루스